# Monster (Lady Gaga)
Monster è un brano musicale della cantautrice statunitense Lady Gaga, registrato nel 2009 e pubblicato nel suo terzo EP The Fame Monster.

## Descrizione
Il brano è stato scritto dalla cantante stessa insieme a Space Cowboy e RedOne ed è stato prodotto da quest'ultimo. Così come ogni traccia dell'EP a cui appartiene, il brano descrive la paura di un "mostro", in questo caso il mostro del sesso. Gaga ha spiegato che Monster descrive la sua paura del sesso e delle relazioni, e ha descritto il testo come "qualcuno innamorato del cattivo ragazzo tutto il tempo e che invece di scappare, continua a tornare da lui". Ha aggiunto che la paura è scoppiata dal suo bisogno di avere una relazione stabile. La canzone utilizza la parte principale dell'interludio Pop Ate My Heart, usato durante i suoi spettacoli dal vivo nel 2008 e 2009. Gaga fa anche un piccolo riferimento alla sua canzone Just Dance nella frase «I wanna just dance / But he took me home instead» e probabilmente anche al video musicale di LoveGame quando dice «We french kissed on a subway train».
Musicalmente è stato descritto come un brano europop e dance pop contenente batterie e sintetizzatori anni 80. È inoltre composta in Do maggiore con un tempo moderato di 120 battiti per minuto. L'estensione vocale di Gaga spazia dal Mi2 al Si3.

## Accoglienza
La canzone ha ricevuto recensioni generalmente positive dalla critica. Michael Hubbard di MusicOMH ha definito Monster un potenziale singolo, lodando la sua composizione musicale, ma criticando i testi. Anche Evan Sawdey di PopMatters ha criticato le metafore contenute nel testo, ma alla fine l'ha definita "un cocktail pop sorprendentemente efficace". Ben Patashnik di NME ha ritenuto che fosse "leggermente troppo usa e getta". Scott Plagenhoef di Pitchfork ha visto nel brano somiglianze tra la voce di Gaga e quella di Kylie Minogue. Brian Linder di IGN ha ritenuto che la traccia fosse più leggera rispetto alle altre canzoni di The Fame Monster e si è complimentato con la frase "We french kissed on a subway train / He tore my clothes right off / He ate my heart and then he ate my brain", considerandola una "gemma lirica". Ha anche aggiunto che la canzone era una "sfrenatezza da pista da ballo". Jaime Gill di Yahoo! reputa Monster una piccola bestia che si contorce lentamente nel cervello e che è quasi impossibile da rimuovere. Monica Herrera di Billboard ha definito la canzone "adorante degli anni 80".
Nel 2022, Nick Levine di NME ha scritto di Monster che «la canzone dice molto sulla scrittura di canzoni di Gaga all'inizio della sua carriera solida come una roccia, e ancora dopo 12 anni avrebbe dovuto essere un singolo».

## Esibizioni dal vivo
Il 15 gennaio 2010, l'artista ha eseguito Monster insieme a Bad Romance e Speechless in un medley nel The Oprah Winfrey Show. Ha anche eseguito la canzone in tutte le date del The Monster Ball Tour. Inizialmente Gaga la cantava con una giacca nera piumata, eseguendo mosse di danza che ricordano lo stile di Michael Jackson. Lo sfondo presentava delle ali di un uccello nero in primo piano. Dopo la rivisitazione del tour, la performance è stata rinnovata con nuovi abiti e un nuovo finale, che vede Gaga in una pozza di sangue come se fosse stata uccisa da un assassino. Questa particolare scena ha scatenato numerose proteste durante la data di Manchester, in Inghilterra, poiché lo stesso giorno in Cumbria 12 persone erano rimaste uccise da un tassista. "Quello che è successo a Bradford è molto fresco nella mente delle persone e, data tutta la violenza che è avvenuta in Cumbria poche ore prima, è stato insensibile", ha detto Lynn Costello di Mothers Against Violence. Chris Rock in seguito ha difeso il comportamento sgargiante e provocatorio di Gaga: "Beh, è Lady Gaga – ha detto – Non è 'Lady Comportati Bene'. Vuoi un ottimo comportamento da una persona di nome Gaga? È questo che ti aspettavi?".
Monster ha fatto parte anche della scaletta del residency show di Gaga del 2014, Lady Gaga Live at Roseland Ballroom. Ha eseguito la canzone mentre suonava con un keytar decorato con rose rosse, indossando un abito in pelle cremisi.
Nel 2022, la cantante ha eseguito il brano nel Chromatica Ball, dove utilizza la coreografia originale del Monster Ball Tour. Durante la performance, Gaga ha indossato una giacca rossa oversize che alludeva all'era Thriller di Michael Jackson.

## Formazione
Crediti riportati dalle note di copertina di The Fame Monster.
- Lady Gaga – voce, autrice co-produttrice, arrangiamento vocale, voce di sottofondo
- Nadir "Redone" Khayat – autore, produttore, montaggio vocale, arrangiamento vocale, voce di sottofondo, ingegneria acustica, strumentazione, programmazione, registrazione presso i Record Plant Studios, Los Angeles, Stati Uniti
- Nicolas Jean-Pierre "Space Cowboy" Jean-Pierre Dresti – autore, registrazione, voce di sottofondo
- Johnny Severin – editing vocale e ingegneria acustica
- Dave Russel – ingegneria acustica
- Robert Orton – mixaggio audio presso i Sarm Studios, Londra, Inghilterra
- Gene Grimaldi – mastering audio presso Oasis Mastering, Burbank, Stati Uniti

## Successo commerciale
Negli Stati Uniti la canzone ha raggiunto la posizione 12 della Bubbling Under Hot 100, la 29 nella Dance Club Songs e la 20 nella Dance/Electronic Digital Song Sales stilata da Billboard. Il brano è entrato in classifica anche in altri Paesi del mondo.

## Classifiche
| Classifica (2009-10) | Posizione massima |
| -------------------- | ----------------- |
| Australia            | 80                |
| Nuova Zelanda        | 29                |
| Regno Unito          | 68                |
| Stati Uniti          | 112               |
| Stati Uniti (dance)  | 29                |
| Ungheria             | 6                 |